# Плоштіна (Вранча)
Плоштіна (рум. Ploștina) — село у повіті Вранча в Румунії. Входить до складу комуни Вринчоая.
Село розташоване на відстані 163 км на північ від Бухареста, 44 км на захід від Фокшан, 116 км на північний захід від Галаца, 83 км на схід від Брашова.

## Населення
За даними перепису населення 2002 року у селі проживали 226 осіб, усі — румуни. Усі жителі села рідною мовою назвали румунську.